# بلبل پکن
بلبل پکن(نام علمی: Leiothrix lutea) نام یک گونه از تیره سسکیان است.